# Bibliotek i Västmanland
Bibliotek i Västmanland är ett samarbete mellan biblioteket i Västmanlands län och drivs av Region Västmanland. Ingående delar är bland annat folkbibliotek, gymnasiebibliotek, högskolebibliotek, sjukhusbibliotek, folkhögskolebibliotek, museibibliotek och ljud- och bildbibliotek (AV-central).
Folkbibliotek:
- Arboga stadsbibliotek
- Fagersta bibliotek
- Hallstahammars bibliotek
- Kungsörs bibliotek
- Köpings stadsbibliotek
- Norbergs kommunbibliotek
- Sala stadsbibliotek
- Skinnskattebergs bibliotek
- Surahammars folkbibliotek
- Västerås stadsbibliotek

Gymnasiebibliotek:
- Brinellskolans bibliotek, Fagersta
- Carlforsska gymnasiet, Västerås
- Kantzowska gymnasiet, Hallstahammar
- Kungsängsskolan, Sala
- Rudbeckianska gymnasiet, Västerås
- Ullvigymnasiet, Köping
- Vasagymnasiet, Arboga
- Wenströmska gymnasiet, Västerås

Högskolebibliotek:
- Högskolebiblioteket på Mälardalens högskola, Västerås

Sjukhusbibliotek:
- Centrallasarettets bibliotek, Västerås

Specialbibliotek:
- Skinnskattebergs folkhögskola
- Tärna folkhögskola
- Västmanlands läns museum

Ljud- och bildbibliotek:
- AVmedia Västmanland